# 羅伯特角 (阿黛利地)
66°23′S 137°39′E / 66.383°S 137.650°E
羅伯特角（Cape Robert），是南極洲的海岬，位於阿黛利地，處於馬雷特冰川西岸，在1840年由法國探險隊發現和命名，現時由南極條約體系管理。